# Andrew Boyens
Andrew Boyens (ur. 18 września 1983 w Dunedin) – nowozelandzki piłkarz występujący na pozycji obrońcy. Obecnie jest zawodnikiem klubu New York Red Bulls.

## Kariera klubowa
Boyens karierę rozpoczynał w drużynie piłkarskiej Uniwersytetu Otago. Potem grał w klubie Dunedin Technical. W 2004 roku przeniósł się na studia na amerykański Uniwersytet Nowego Meksyku, gdzie kontynuował karierę piłkarską w uniwersyteckiej drużynie piłkarskiej New Mexico Lobos. W 2006 roku skończył studia i powrócił do Nowej Zelandii, gdzie rozpoczął zawodową karierę w klubie Otago United. Spędził tam sezon 2006/2007, w którym zajął z klubem ostatnie, 8. miejsce w pierwszej lidze nowozelandzkiej.
W styczniu 2007 został wybrany w pierwszej rundzie draftu MLS przez Toronto FC. W lidze amerykańskiej zadebiutował 8 kwietnia 2007 w przegranym 0:2 meczu z CD Chivas USA. 2 czerwca 2007 w wygranym 2:1 pojedynku z Colorado Rapids strzelił pierwszego gola w trakcie gry w lidze amerykańskiej. W kwietniu 2008 roku kontrakt Boyens z Toronto wygasł. W tym samym miesiącu przebywał na testach w New York Red Bulls, a maju 2008 podpisał z nim kontrakt.
W barwach nowego klubu zadebiutował 18 maja 2008 w zremisowanym 1:1 spotkaniu z Kansas City Wizards. W sezonie 2008 dotarł z klubem do finału fazy play-off, jednak jego klub przegrał tam 1:3 z Columbus Crew.

## Kariera reprezentacyjna
W lutym 2006 roku został powołany do reprezentacji Nowej Zelandii na serię towarzyskich meczów z Malezją. W drużynie narodowej wówczas jednak nie zadebiutował. Pierwszy występ w kadrze zanotował 26 maja 2007 w zremisowanym 2:2 towarzyskim spotkaniu z Walią.
W 2009 roku powołano go do kadry na Puchar Konfederacji, na którym zagrał we wszystkich trzech meczach swojej reprezentacji, która odpadła z turnieju po fazie grupowej.
Wraz ze swoją reprezentacją Boyens wygrał oceańskie eliminacje do Mistrzostw Świata 2010 i zagra z nią w barażu o awans na mundial.